# Çökertme kebabı
El çökertme kebabı és un tipus de kebab consumit a Anatòlia, especialment associat amb la zona de Bodrum, al sud-oest de Turquia.
Es prepara amb tires marinades de vedella, servides amb patates fregides, iogurt amb all, salsa de tomàquet i acompanyades de tomàquets fregits i pebrots verds.
És una especialitat particular del districte de Bodrum i, en general, de la província de Muğla. Es podria haver originat al poble de Çökertme, del qual hauria pres el nom.